# Pierre Renquin
Pierre Joseph Gérard Célestin Ghislain Renquin (Bastenaken, 14 november 1911 - 12 juli 1973) was een Belgisch senator en burgemeester.

## Levensloop
Renquin promoveerde tot doctor in de rechten, licentiaat in het notariaat en licentiaat in de criminologie. Hij vestigde zich als notaris in Bastenaken.
In 1938 werd hij verkozen tot gemeenteraadslid van Bastenaken en van 1945 tot 1964 was hij er burgemeester.
Hij werd driemaal PSC-lid van de Belgische Senaat:
- van januari 1963 tot 1965 voor het arrondissement Aarlen, in opvolging van André Ledoux,
- van september 1966 tot 1968 voor het arrondissement Aarlen, in opvolging van Philippe le Hodey,
- van april 1968 tot aan zijn dood als provinciaal senator voor de provincie Luxemburg.

Tijdens de Tweede Wereldoorlog was hij politiek gevangene.